# Drnholec
Drnholec (deutsch Dürnholz) ist eine Minderstadt in Südmähren, Tschechien. Sie liegt nahe der Grenze zu Österreich etwa 13 Kilometer nordwestlich von Mikulov (Nikolsburg) am linken Ufer des Flusses Thaya, in der Nähe des Hügellandes Pavlovské vrchy (Pollauer Berge), 173 bis 183 Meter über dem Meer. Der Ort war ursprünglich als Haufendorf angelegt.

## Geographie
Die Nachbarorte sind im Nordwesten Litobratřice (Leipertitz), im Südwesten Hrušovany nad Jevišovkou (Grusbach), im Süden Jevišovka (Fröllersdorf) und im Osten Novosedly na Moravě (Neusiedl am Sand).

## Geschichte

Mautbrücke beim Schloss Dürnholz

Eine Urkunde vom Jahre 1052, in der Dürnholz erwähnt wird, halten kritische Forscher für eine Fälschung. In einer Sage wird um das Jahr 1180 Wilhelm Graf von Pollau als Besitzer angegeben. Die Ui-Mundart (bairisch-österreichisch) mit ihren speziellen Bairischen Kennwörtern weist auf eine Besiedlung durch bayrische deutsche Stämme hin, wie sie vor allem im 12./13. Jahrhundert erfolgte. Die Stadt befindet sich urkundlich gesichert um das Jahr 1240 im Besitz von Wilhelm und Herrmann von Dürnholz. Die Dürnholzer Adelsfamilie besitzt den Ort über mehrere Generationen. Zu Beginn des 14. Jahrhunderts wird das Adelsgeschlecht der Wartenberg als Lehnsherren angegeben.

### Die Zeit der Liechtenstein (Ende 14. bis 16. Jahrhundert)
Nach einigen Zwischenbesitzern wurde die ganze Herrschaft Dürnholz 1394 an Johann von Liechtenstein verkauft. Die Liechtensteiner besaßen Dürnholz über mehrere Generationen. Nach dem Tod von Johann von Liechtenstein erhielt sein Bruder Hartneid von Liechtenstein im Jahre 1398 die Herrschaft Dürnholz. Im Jahre 1452 wurde den Liechtensteiner Hausmitgliedern Johann V., Heinrich VII., Georg VI., Christoph III. und Georg V. u. a. die Herrschaft Dürnholz zum Mitbesitz bzw. „Nutzgenusse“ übertragen. Während des Krieges des Matthias Corvinus und Georg von Podiebrad wurde der Ort im Jahre 1468 niedergebrannt. Im Jahre 1504 übernahmen sowohl Georg VI. von Liechtenstein als auch Erasmus von Liechtenstein, die beiden Söhne des Heinrich VII. von Liechtenstein, die Herrschaft Dürnholz. Erasmus starb bereits im Jahre 1524 und Georg VI. von Liechtenstein im Jahre 1548. Nach dem Tode des letztgenannten Liechtensteiners sowie anschließenden Erbteilungen wurden die Güter Nikolsburg und Dürnholz schließlich 1551 geteilt und Christoph IV. von Liechtenstein zugewiesen.
Christoph IV. von Liechtenstein war 1551 jedoch noch minderjährig, weswegen Georg Hartmann I. von Liechtenstein in Vormundschaft die Herrschaft von Dürnholz bis 1555 führte. Als Christoph IV. von Liechtenstein volljährig wurde, trat er die Herrschaft an und verkaufte 1558 die Besitzung Dürnholz an Bernhard von Zierotin. Der Verkauf wurde später wieder rückgängig gemacht. Der ungarische Adelige Ladislaus von Keretschin kaufte im Jahre 1560 das Schloss und die Herrschaft Nikolsburg. Christoph IV. von Liechtenstein veräußerte Dürnholz vermutlich aus Geldnot zwischen den Jahren 1561 und 1562 an seinen Vetter Georg Hartmann I. von Liechtenstein. Letzterer starb im Jahre 1562 und vererbte die Herrschaft seinem jüngsten Sohn Georg Hartmann II. von Liechtenstein. Im Jahr 1572 verkauft Georg Hartmann II. von Liechtenstein die Besitzung Dürnholz an Christoph von Teuffenbach; im Jahre 1577 erwirbt er sie jedoch von Christoph von Teuffenbach wieder zurück, um ein Jahr später, im Jahre 1578, die Herrschaft Dürnholz endgültig an den Teuffenbacher abzutreten.

### Die Zeit der Teuffenbach, Sternberg und Trautmannsdorf (16. bis 19. Jahrhundert)
Nach dem Tod von Christoph von Teuffenbach (1598) besaßen seine drei Söhne, Rudolf von Teuffenbach, Siegmund von Teuffenbach und Friedrich von Teuffenbach bis um das Jahr 1610 die Herrschaft von Dürnholz ungeteilt. Danach schien Siegmund von Teuffenbach als alleiniger Besitzer auf. Unter Siegmund von Teuffenbach konvertierte die Ortsbevölkerung zum Protestantismus. Erst während des Dreißigjährigen Krieges und dem Einsetzen der Gegenreformation wurde der Ort wieder katholisch. Seit 1651 wurden die Grundbücher und seit 1652 Matriken im Ort geführt, wie eine Onlinesuche in den Matriken über das Landesarchiv Brünn zeigt. Als Siegmund von Teuffenbach 1637 starb, hinterließ er die Herrschaft Dürnholz seinem Bruder Rudolf von Teuffenbach, der seinerseits 1653 starb. Im Grunde war damit die Ära der Teuffenbach in Dürnholz beendet.
Im Jahre 1676 kommt nach einem langen Prozessverfahren Graf Wenzel von Sternberg in den Besitz von Dürnholz, u. a. da Rudolf von Teuffenbachs Gemahlin Maria Eva eine geborene von Sternberg war. Im Jahre 1701 gewährte Kaiser Leopold I. Dürnholz drei Jahrmärkte. Graf Wenzel von Sternberg starb 1709 ohne Erben, sodass Franz Wenzel Graf von Trautmannsdorf in den Besitz von Dürnholz gelangen konnte. Während des Ersten Schlesischen Krieges wurden im Ort preußische Husaren einquartiert. 1753 starb Franz Wenzel Graf von Trautmannsdorf und die Herrschaft ging an seinen Bruder über, welcher seinerseits im Jahre 1762 verstarb. Da beide kinderlos waren, wurde Dürnholz bis zum 1848 ein kaiserlich königliches theresianisches Fondsgut. Der Meierhof wurde bereits im Jahre 1758 aufgelöst und dessen Land an neue Siedler verteilt. 1809 besetzten im Zuge der Napoleonischen Kriege französische Truppen den Ort und erpressten 91.200 Gulden von der Bevölkerung. Aufgrund der häufigen Feuersbrünste im 19. Jahrhundert wurde im Jahre 1875 eine Freiwillige Feuerwehr gegründet. Ein großer Teil der Bevölkerung lebte von Viehzucht und Landwirtschaft, wobei der seit Jahrhunderten gepflegte Weinbau eine besondere Rolle einnahm. Neben einem florierenden Kleingewerbe gab es in Dürnholz drei Ärzte, eine Landmaschinenfabrik, ein Sägewerk, zwei Ziegeleien, eine Gärtnerei, ein Schlachthaus, eine Wasenmeisterei und ein Kino. Durch die Lage des Ortes am flachen Fluss Thaya und durch die niedrigen Dämme kam es bis zur Mitte des 20. Jahrhunderts nach schweren Regenfällen oftmals zu Überschwemmungen.

### Zwischen 1918 und 1946
Nach dem Ersten Weltkrieg zerfiel der Vielvölkerstaat Österreich-Ungarn. Dürnholz wurde wie ganz Mähren ein Teil der im Dezember 1918 gegründeten Tschechoslowakei und von tschechischen Truppen besetzt. Bürger von Dürnholz plädierten in einer Unterschriftaktion erfolglos für den Anschluss an Deutschösterreich. Es kam durch Neubesetzung von Beamtenposten und Siedler zum Zuzug von Personen tschechischer Volkszugehörigkeit, deren Prozentsatz zwischen den beiden Volkszählungen 1910 und 1930 von 0 % auf 9 % stieg. Aufgrund der Schließung deutscher Schulen wurden über 100 deutsche Kinder aus den Nachbarortschaften Fröllersdorf, Guttenfeld und Neuprerau in Dürnholz eingeschult. Im Jahre 1923 wurde Anton Sogl zum Bürgermeister von Dürnholz gewählt. Während seiner Amtszeit wurde die Kirche renoviert, ein Kindergarten gebaut, die Elektrifizierung des Ortes durchgeführt (1925), eine Kanalisation angelegt, die Straßen verbessert und die Kriegergedächtniskapelle errichtet. Weiterhin wurde im Jahre 1926 eine Molkerei und ein Jahr später eine tschechische Minderheitenschule eröffnet. Zeitgleich stiegen die Spannungen zwischen den Volksgruppen im Land. Im Zuge des Münchner Abkommens musste die an den Verhandlung nicht beteiligte tschechoslowakische Regierung alle vorwiegend von Deutschen bewohnten Randgebiete der Tschechoslowakei an das Deutsche Reich abtreten. Dürnholz wurde in der Folge in den Reichsgau Niederdonau eingegliedert.
Gegen Ende des Zweiten Weltkrieges am 1. Mai 1945 wurde Dürnholz bombardiert und schließlich am 7. Mai 1945 von sowjetischen Truppen erobert. Die Gemeinde wurde am 8. Mai 1945 wieder in die wiederhergestellte Tschechoslowakei eingegliedert. Im August 1945 bestimmten die Siegermächte im Potsdamer Abkommen die Nachkriegsordnung. Aus Angst vor Racheakten und vor den einsetzenden Drangsalen flüchtete ein Großteil der Ortsbevölkerung oder wurde über die nahe Grenze nach Österreich ungeordnet vertrieben. Mehrere Dürnholzer wurden verhaftet und zur Zwangsarbeit nach Böhmen gebracht. Bei der Vertreibung kam es zu 46 Ziviltoten. Zwischen dem 17. März 1946 und dem 19. September 1946 wurden bis auf 139 Personen alle deutschen Einwohner nach Westdeutschland zwangsausgesiedelt. Trotzdem verbleiben konnten 265 Personen, 2409 Personen hingegen wurden in Westdeutschland ansässig. Je zwei Personen wiederum wanderten nach Frankreich sowie England aus. Sieben Personen migrierten zudem in die USA und vier nach Kanada. In Drnoholec wurden Familien aus der Tschechoslowakei insbesondere aus umliegenden Gebieten angesiedelt. Nach dem kommunistischen Februarumsturz 1948 wurde die Landwirtschaft schrittweise kollektiviert. Im Jahre 2006 wurde der Ort zum Městys erhoben.

### Wappen und Siegel
Bereits im Jahre 1523 wird ein Marktsiegel genannt, welches aber bis heute nicht beschafft werden konnte. Es dürfte aber genauso ausgesehen haben wie spätere Siegel. Es zeigte in der oberen Hälfte einen geschachten mährischen Adler, während die untere Hälfte in drei Spalten geteilt ist. Ebenso besaßen die Siegel immer eine Umschrift.
Zwar führte Dürnholz ein Wappen, doch ist bis heute weder ein Wappenbrief noch Übergabedatum bekannt. Das Wappen ähnelte dem Siegel. Es zeigte einen geteilten Schild: Oben von in Blau wachsend ein von Silber und Rot geschachter Adler und unten dreimal gespalten von Silber und Schwarz.

### Bürgermeister
- 1575: Jörg Ladnbauer
- 1579: Wentzl Artmann
- 1690: Johannes Feldtgibl
- 1724: Matthias Schwanzer
- 1742: Philipp Lodner
- 1750: Michl Beutler
- 1818: Johann Krebs
- 1848: Jakob Handl
- 1866 (mindestens bis 1869): Johann Matzka
- 1880: Anton Lohner
- 1901–1923: Johann Gerischer
- 1924–1938: Anton Sogl
- 1938–1945: Josef Krebs
- 1945–1945: Karel Novak (Julius Krupica, Oldrich Bednarik, Alois Hromek, Frantisek Ligas)
- 1945–1947: Frantisek Cibulka
- 1947–1949: Josef Kralik
- 1949–1959: Stanislav Seda
- 1959–1964: Stanislav Brychta
- 1964–1968: Josef Hajek
- 1968–1971: Milos Svoboda
- 1971–1976: Viktor Sedivy senior
- 1976–1981: Viktor Sedivy junior
- 1981–1990: Karel Sebesta
- 1990–1994: Stanislav Kulhavy
- 1994–2009: Josef Capek
- 2009–(bis jetzt 2018): Jan Ivičič

### Feuersbrünste
- 1700: Innerhalb zweier Stunden brannte der ganze Ort mit Ausnahme von Kirche und Schloss ab.
- 1718: 33 Häuser verbrannt.
- 1719: 34 Häuser eingeäschert.
- 1723: 101 Häuser verbrannt.
- 1815: Die ganze linke Marktseite, die Stutenhofer Scheuern und die ganz Thayagasse bis zur Mühle in Flammen gelegen (geschätzter Gemeindeschaden 314.000 Gulden, geschätzter Herrschaftsschaden 119.000 Gulden).
- 1824: 60 Häuser verbrannt (wieder die linke Marktseite, die Kleinhäusel hinter dem Stutenhof und die Thayagasse, auch die Schule und die Fischhäuser jenseits der Thaya, Schaden 54.000 Gulden).
- 1831: 17 Häuser bei den Mühlen abgebrannt.
- 1840: 7 Wohn- und Wirtschaftshäuser verbrannt.
- 1842: 11 Presshäuser verbrannt.
- 1843: 8 Wirtschaftshäuser verbrannt.
- 1846: 82 Wohnhäuser eingeäschert (Schaden 25.578 Gulden).
- 1852: 35 Lahnenhäuser, 44 Wirtschaftsgebäude, 33 Scheuern und 68 Kleinhäusel am Marktplatz und im Dorf verbrannt.
- 1853: Linke Marktseite und die Thayagasse wurden von einem Brand betroffen (nähere Angaben fehlen).

## Bevölkerungsentwicklung
| Jahr/Datum | Einwohner gesamt | Deutsche | Tschechen | Andere | Anmerkung |
| ---------- | ---------------- | -------- | --------- | ------ | --- |
| 1650       | ca. 740          | -        | -         | -      | (nach Schätzung von J. Frodl) |
| 1691       | ca. 800          | -        | -         | -      | (insg. nach Schätzung von J. Frodl; 748 Einwohner sind durch eine Aufstellung für das Jahr gesichert -- ohne Pfarrer, Schulmeister und die Beamten, Angest., Arbeiter der Herrschaft etc.)                                                        |
| 1750       | ca. 1.250        | -        | -         | -      | (nach Schätzung von J. Frodl) |
| 1793       | 1.823            | -        | -         | -      | Josef II. ordnete um 1783 die Aufhebung der Leibeigenschaft und Meierhofzerstückungen an. Beide Anordnungen führten zu einem Zustrom von Ansiedlern, vornehmlich aus Nordmähren, und damit zu einer sprunghaften Bevölkerungszunahme in Dürnholz. |
| 1836       | 2.407            | -        | -         | -      | |
| 1850       | 2.635            | -        | -         | -      | |
| 1857       | 2.975            | -        | -         | -      | |
| 1869       | 3.071            | -        | -         | -      | (nach J. Frodl gemäß einer Volkszählung 3071 Einwohner und 469 Häuser; nach Oberstudienrat W. Blaschka 2808 Einwohner und 481 Häuser (vgl. J. Frodl Seite 162 und 182))                                                                           |
| 1880       | 3.024            | 2.998    | 26        | 0      | |
| 1890       | 3.045            | 3.021    | 18        | 6      | |
| 1900       | 2.966            | 2.956    | 2         | 8      | (nach J. Frodl 3280 Einwohner und 614 Häuser; nach Oberstudienrat W. Blaschka 2.966 Einwohner und 615 Häuser (vgl. J. Frodl Seite 164 und 182))                                                                                                   |
| 1910       | 2.889            | 2.889    | 0         | 0      | |
| 1921       | 2.821            | 2.624    | 105       | 92     | |
| 1930       | 2.896            | 2.573    | 232       | 91     | |
| 1939       | 2.781            | -        | -         | -      | |
| 1950       | 1.484            | -        | -         | -      | |
| 1991       | 1.776            | -        | -         | -      | |
| 2007       | 1.691            | -        | -         | -      | |

## Weinbau
Die klimatischen Bedingungen, die Bodenbeschaffenheit und viel Sonneneinwirkung begünstigen den Weinbau. Dürnholzer Weine sind als bekömmliche und süffige Tropfen bekannt und genießen einen gewissen Ruf in der Welt.

## Söhne und Töchter der Stadt (chronologisch)
- Franz Sartory (1765–1846), Porzellanmaler in der Augartner Porzellanmanufaktur
- Jakob Rudolf Khünl (1775–1826), Theologieprofessor in der Universität Wien, Dichter, Schriftsteller und Domherr von St. Stephan
- Gustav Kazetl (1811–1892), österreichischer Werksverweser und Politiker
- Anton Sogl (1892–1958), Bürgermeister und Abgeordneter im Prager Parlament
- Gerald Frodl (* 1931), aufgewachsen in Dürnholz, Studiendirektor, Träger des Südmährischen Kulturpreises 2009, Heimatforscher und Schriftsteller
- Adolf Wala (* 1937), Präsident der Oesterreichischen Nationalbank

## Sehenswürdigkeiten
- Pest-/Mariensäule, zwischen 1715 und 1718 von Andreas Steinböck erbaut
- Schloss Dürnholz, mit Bauteilen aus dem 16. Jahrhundert, im 18. Jahrhundert umgebaut
- Barockkirche, zwischen 1750 und 1757 in der heutigen Form gebaut (die erste Kirche von Dürnholz wurde im 12. Jahrhundert erbaut, heute verfallen bzw. zum Pfarrhaus umgebaut.)
- Rathaus (1591), wurde im Jahre 1790 zu einer Gastwirtschaft umgewandelt
- Kapelle am Krebschen Ziegelofen
- Kapelle zum gegeißelten Heiland[11]

## Marktwesen
Die Jahrmärkte wurde am Montag nach Dreikönig (6. Dezember), am dritten Sonntag nach Ostern, nach Bartholomäus (24. August), am Montag nach dem dritten Fastsonntag und am Montag nach Brigitta (5. Oktober) abgehalten. Die Weinfreiung erlaubte acht Tage vor und nach dem Markt den Ausschank von Wein am Marktplatz. Weiterhin wurde ab 1859 am Dienstag nach einem Jahrmarkt ein Viehmarkt und ab 1716 jeden Mittwoch ein Wochenmarkt abgehalten.